# Nantes
Nantes (IPA: [nɑ̃t]ⓘ) (bretonul: Naoned, gallul: Naunnt) nagyváros Franciaország nyugati részén, 50 km-re az Atlanti-óceántól. Loire mente régiónak és Loire-Atlantique nevű megyéjének is székhelye (prefektúra). Az ország hatodik legnagyobb városa, elővárosok nélküli népessége 323 204 fő, elővárosokkal 677 080 fő. Korábban Bretagne tartomány székhelye volt.
Földrajzilag sokan a Loire völgyéhez sorolják a folyó tölcsértorkolatánál elhelyezkedő kikötővárost, amely  oktatási és ipari központ. 2004-ben a Time magazin Európa legélhetőbb városának választotta. Franciaország kulturális és történelmi városa címet viseli.

## Éghajlata
| Hónap                         | Jan. | Feb. | Már. | Ápr. | Máj. | Jún. | Júl. | Aug. | Szep. | Okt. | Nov. | Dec. | Év   |
| ----------------------------- | ---- | ---- | ---- | ---- | ---- | ---- | ---- | ---- | ----- | ---- | ---- | ---- | ---- |
| Átlagos max. hőmérséklet (°C) | 9,0  | 9,9  | 13,0 | 15,5 | 19,2 | 22,7 | 24,8 | 25,0 | 22,1  | 17,5 | 12,4 | 9,3  | 16,7 |
| Átlagos min. hőmérséklet (°C) | 3,1  | 2,9  | 4,8  | 6,4  | 9,9  | 12,6 | 14,4 | 14,2 | 11,9  | 9,4  | 5,7  | 3,4  | 8,3  |
| Átl. csapadékmennyiség (mm)   | 86   | 69   | 61   | 61   | 66   | 43   | 46   | 44   | 63    | 93   | 90   | 97   | 820  |
| Forrás: Meteo France          |      |      |      |      |      |      |      |      |       |      |      |      |      |

| Hónap                                                                 | Jan.  | Feb.  | Már. | Ápr. | Máj. | Jún. | Júl. | Aug. | Szep. | Okt. | Nov. | Dec.  | Év    |
| --------------------------------------------------------------------- | ----- | ----- | ---- | ---- | ---- | ---- | ---- | ---- | ----- | ---- | ---- | ----- | ----- |
| Rekord max. hőmérséklet (°C)                                          | 18,2  | 21,4  | 23,8 | 28,3 | 32,7 | 36,8 | 40,3 | 39,2 | 34,3  | 30,2 | 21,1 | 18,4  | 40,3  |
| Rekord min. hőmérséklet (°C)                                          | −13,0 | −15,6 | −9,6 | −2,8 | −1,5 | 3,8  | 5,8  | 5,6  | 2,8   | −3,3 | −6,8 | −10,8 | −15,6 |
| Forrás: Meteo France , Infoclimat.fr (humidity, snowy days 1961–1990) |       |       |      |      |      |      |      |      |       |      |      |       |       |

## Története
A környék már a kőkorszakban is lakott volt, de az első állandó települést a gallok hozták létre, őket követték a rómaiak, majd a bretonok, akiket egy időre kiszorítottak a normannok, és csak a 10. században tudták visszaszerezni. 939-ben telepedett itt meg az első breton herceg, de igazi fénykorát akkor nyerte el, amikor II. Ferenc bretagne-i herceg, Bretagne-i Anna apja itt építtette fel a hercegi kastélyt. Ezt követően Nantes hosszú éveken át Bretagne hercegeinek székvárosa volt, történelmi központja ma is a hercegi vár. Akkor a Loire még a vár alatt folyt, két főága kisebb-nagyobb szigeteket ölelt körül. Mára csupán egy sziget maradt meg, az Île Beaulieu. Mikor azután Bretagne-i Anna francia királyné lett, Nantes-ba gyakran látogattak el a francia trón birtokosai. A legnevezetesebb IV. Henrik király látogatása volt, aki itt tette közzé 1598-ban a vallásháborúkat lezáró és a szabad vallásgyakorlás jogát biztosító híres nantes-i ediktumot.
A város rövidesen Franciaország legnagyobb kikötője lett az Atlanti-óceán partján, hatalmas forgalmat bonyolított le a tengerentúli területekkel. A város kereskedői nagy vagyonokat gyűjtöttek, nem mindig erkölcsös úton: sokan közülük fekete rabszolgákat adtak el az akkor még ritka és drága nádcukorért. A forradalom előtt Nantes már az ország egyik legmódosabb városa volt, emiatt vezetői a királypártiakhoz álltak. A Konvent megbízottja, a hírhedt Jean-Baptiste Carrier a börtönbe zsúfolt rabokat, a forradalom ellenfeleit bárkákra rakta, amelyeket azután elsüllyesztettek.
Nantes ugyan a rabszolga-kereskedelem betiltása után is jelentős kikötő maradt, de gazdasági súlyát csak a 19. század közepétől megindult gyors iparosodással nyerte vissza. A második világháború harcai súlyos károkat okoztak a városban. A háborút követően, a sérült városrészeket korhűen helyreállították.

## Demográfia
| Év   | Lakosság |
| ---- | -------- |
| 1793 | 80 000   |
| 1800 | 77 162   |
| 1806 | 77 226   |
| 1821 | 68 427   |
| 1831 | 77 992   |
| 1841 | 83 389   |
| 1846 | 94 310   |
| 1851 | 96 362   |
| 1856 | 108 530  |

| Év   | Lakosság |
| ---- | -------- |
| 1861 | 113 625  |
| 1866 | 111 956  |
| 1872 | 118 517  |
| 1876 | 122 247  |
| 1881 | 124 319  |
| 1886 | 127 482  |
| 1891 | 122 750  |
| 1896 | 123 902  |

| Év   | Lakosság |
| ---- | -------- |
| 1901 | 132 990  |
| 1906 | 133 247  |
| 1911 | 170 535  |
| 1921 | 183 704  |
| 1926 | 184 509  |
| 1931 | 187 343  |
| 1936 | 195 185  |
| 1946 | 200 265  |

| Év   | Lakosság |
| ---- | -------- |
| 1954 | 222 790  |
| 1962 | 240 048  |
| 1968 | 260 244  |
| 1975 | 256 693  |
| 1982 | 240 539  |
| 1990 | 244 995  |
| 1999 | 270 251  |
| 2006 | 282 853  |
| 2010 | 284 970  |

## Látnivalók

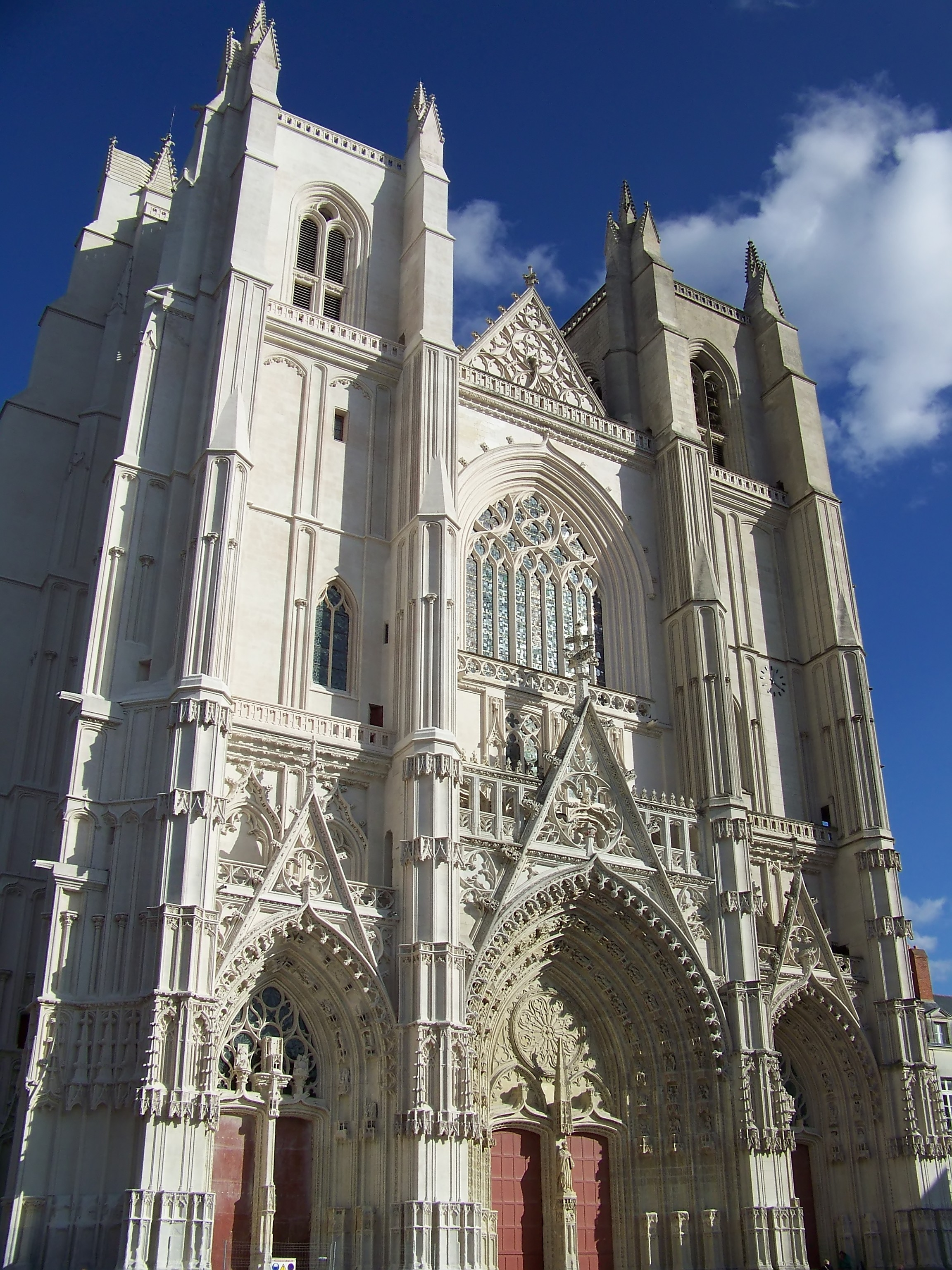
Cathédrale Saint-Pierre-et-Saint-Paul

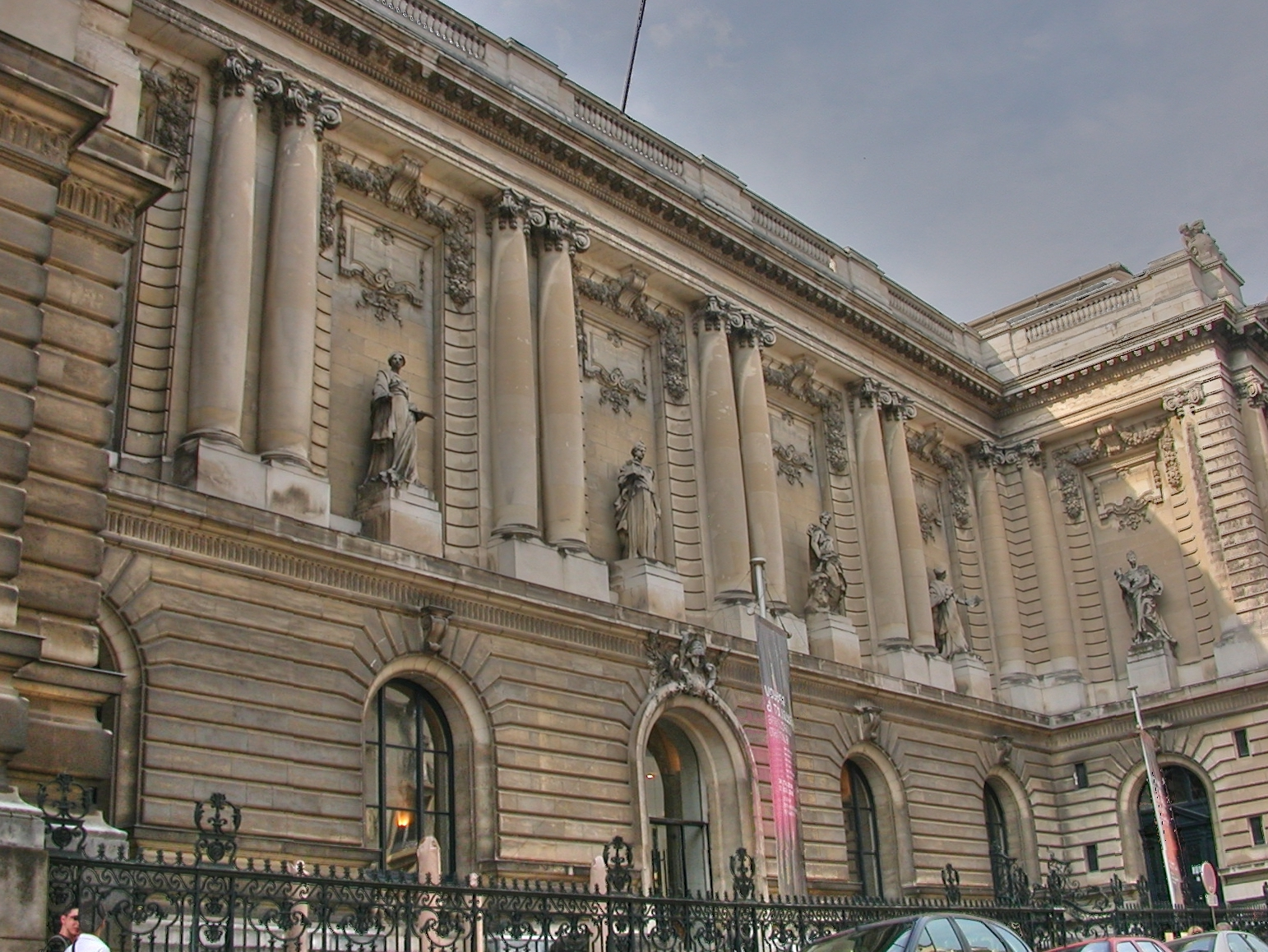
Musée des Beaux-Arts

- Château Ducal – II. Ferenc bretagne-i herceg által építtetett vár. A helyén már a 13. században is erődítmény állt, maradványait feltárták, és a belső udvaron állították ki. A nagyjából ötszög alakú, dombra épült várba mindössze egy feljáró vezet, a nyugati oldalon. A széles várárok felett valaha felvonóhíd volt. A várfal minden sarkában kerek tornyok állnak, kivéve az északnyugatit, amely a 19. században felrobbant. A kapubejáratot két torony őrzi, a déli a Tour de le Boulangerie a hercegi palota része, később börtön volt, éppúgy, mint a délebbre fekvő Tour des Jacobins (Jakobinusok tornya). A hatalmas belső udvaron áll a Grand Gouvernement, a hercegi palota, amely később Nantes kormányzójának székhelye volt. Ugyancsak itt található egy régi kút, tetején a kovácsoltvas díszítés Bretagne hercegi koronáját mintázza.
- Cathédrale Saint-Pierre-et-Saint-Paul – a katedrálist ugyancsak II. Ferenc herceg rendeletére kezdték el építeni 1434-ben. 1971-ben egy tűzvész károsította, de újjáépítették. Bretagne legnagyobb temploma nem a félszigeten szokásos barna terméskőből, hanem fehér tufából épült. A két nagy, 63 méteres bejárati torony dísztelen, annál szebben és gazdagabban díszítették viszont a bejárati kapukat szobrokkal, faragásokkal. Az öthajós katedrális belmagassága 37,5 méter, magasabb mint a Notre-Dame-é Párizsban. Itt látható II. Ferenc és felesége síremléke, amely Bretagne-i Anna rendelésére készült 1502 és 1507 között, ezek eredetileg egy másik templomban voltak elhelyezve, de a forradalom idején a város főépítésze darabokra szedte és elrejtette, 1817-ben állították fel újra, ekkor már a katedrálisban. A fekete márványból készült síremléket az erények, a bűnök, az erő és a jámborság jelképes szobrai veszik körül.
- Musée des Beaux-Arts – képzőművészeti múzeum, ahol többek között Rubens művei és Monet vízililiom-sorozatának egyike is látható.
- Chapelle de I’Immaculée – a Szeplőtelen fogantatás gótikus kápolnája, II. Ferenc rendeletére épült.
- Jardin des Plantes – a város főpályaudvara előtti, csaknem két évszázados park, ahol a város szülöttének, Jules Verne szobra áll.
- Plateau Sainte-Croix – a 17. századi templomtorony a város harangtornya, tetején angyalok fújják a harsonát.
- Maillé-Brézé – egy hadihajó, 1957-től három évtizeden keresztül szolgált a francia flottában, ma múzeum.
- Musée Jules-Verne – Jules Verne emlékmúzeuma.
- XVI. Lajos emlékoszlopa.
- Planetárium
- Beaujoire – Louis Fonteneau Stadion – az FC Nantes Atlantique labdarúgócsapat otthona
- Île de Versailles – Japán kert az Erdre szigetén

## Oktatás
- Audencia Business School
- École pour l'informatique et les nouvelles technologies
- ISEG Marketing & Communication School
- ISEFAC Bachelor

## Testvérvárosok

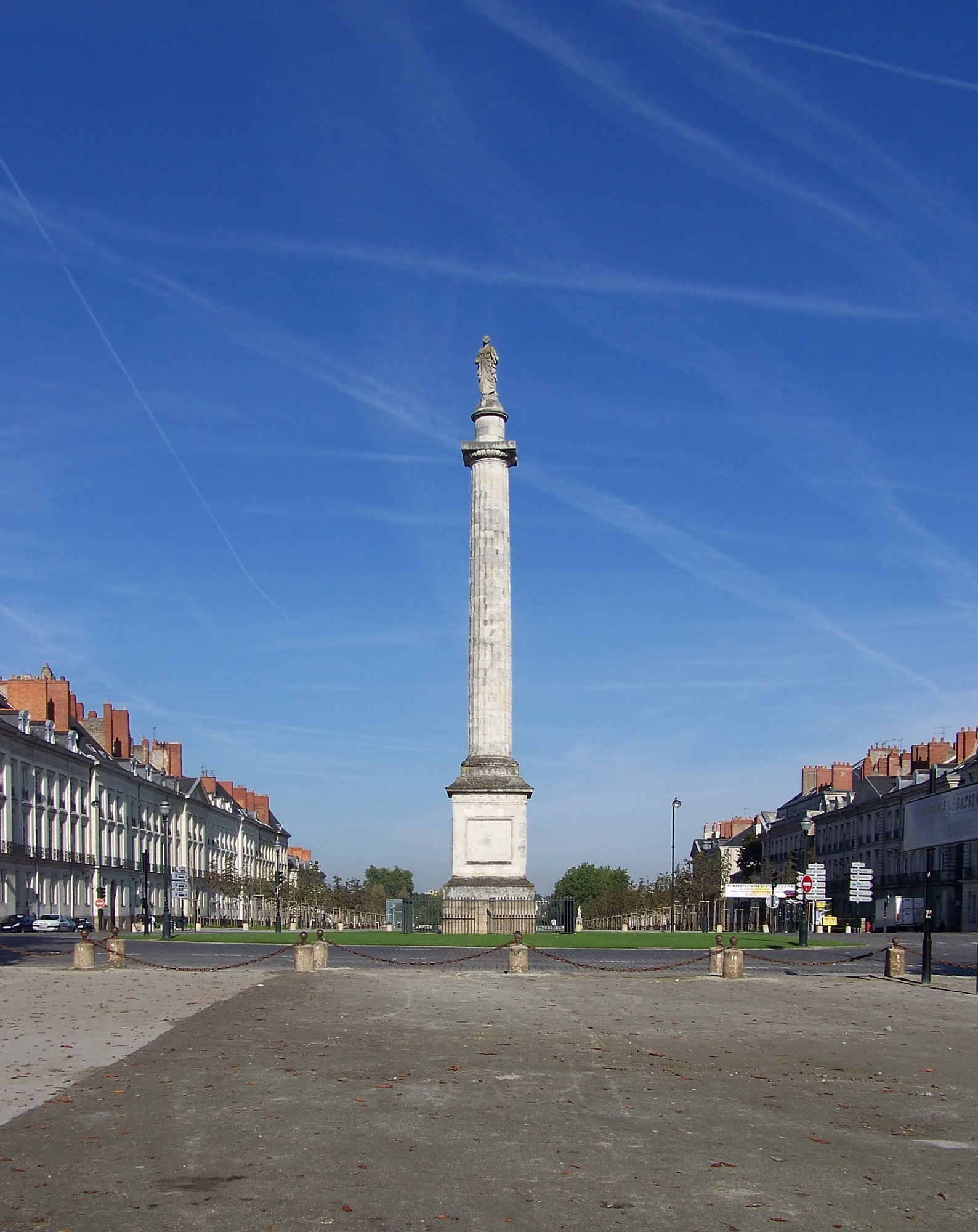
XVI. Lajos emlékoszlopa

Nantes testvérvárosai:
- Cardiff – 1964 óta
- Saarbrücken – 1965 óta
- Tbiliszi – 1979 óta
- Seattle – 1980 óta
- Jacksonville – 1985 óta
- Kolozsvár – 1990 óta[6]
- Rufisque – 1992 óta
- Agadir – 1993 óta
- Niigata – 1999 óta
- Cochabamba – 1999 óta
- Dschang – 2002 óta
- Recife – 2003 óta
- Durban – 2004 óta
- Qingdao – 2005 óta
- Suncheon – 2007 óta